# Abdourahmane N’Diaye
Abdourahmane N’Diaye (ur. 24 czerwca 1953) – senegalski koszykarz, reprezentant kraju, olimpijczyk.
W 1972 roku wystąpił wraz z drużyną na igrzyskach olimpijskich w Monachium (były to jego jedyne igrzyska olimpijskie). Podczas tego turnieju wystąpił we wszystkich ośmiu meczach, w których zdobył łącznie 40 punktów. Zanotował m.in. siedem zbiórek ofensywnych i 12 zbiórek defensywnych, popełnił jednak aż 24 faule.
Wraz z drużyną przegrał wszystkie siedem spotkań grupowych, tym samym zajmując ostatnie miejsce w grupie. W turnieju o miejsca 13–16 Senegalczycy przegrali minimalnie półfinałowy mecz z Japończykami (67–70). Mecz o przedostatnie miejsce się nie odbył, gdyż mająca w nim grać drużyna Egiptu wyjechała z Niemiec 5 i 6 września (po masakrze izraelskich sportowców), zaś mecze o ostatnie pozycje toczyły się właśnie po wyjeździe Egipcjan. Senegal zajął tym samym przedostatnie 15. miejsce.